# Castione della Presolana
Castione della Presolana est une commune italienne de la province de Bergame dans la région Lombardie, jumelée avec la commune française de Bons-en-Chablais depuis 2000.

## Administration
| Période                                  | Période | Identité | Étiquette | Qualité |
| ---------------------------------------- | ------- | -------- | --------- | ------- |
|                                          |         |          |           |         |
| Les données manquantes sont à compléter. |         |          |           |         |

### Communes limitrophes
Angolo Terme, Colere, Fino del Monte, Onore, Rogno, Rovetta, Songavazzo